# Edoardo Mangiarotti
Edoardo Mangiarotti (* 7. dubna 1919 Renate – 25. května 2012 Milán, Itálie) byl italský sportovní šermíř, který kombinoval šerm kordem a fleretem.
Pocházel ze šermířské rodiny. Otec Giuseppe Mangiarotti se účastnil olympijských her 1908, s bratry Dario Mangiarottim a Mario Mangiarottim reprezentoval Itálii v čtyřicátých a padesátých letech a dcera Carola Mangiarottiová reprezentovala Itálii v sedmdesátých letech. Na olympijských hrách startoval v roce 1936, 1948, 1952, 1956 a 1960 v soutěži jednotlivců a družstev v šermu kordem a fleretem. Jeho medailová bilance ze soutěží jednotlivců z olympijských her činí jedna zlatá, jedna stříbrná a dvě bronzové olympijské medaile. S italským družstvem kordistů vybojoval čtyři zlaté a jednu stříbrnou olympijskou medaili a s družstvem fleretistů jednu zlatou a tři stříbrné olympijské medaile. Celkově získal šest zlatých, pět stříbrných a dvě bronzové olympijské medaile a s počtem třinácti olympijských medailí nemá mezi šermíři konkurenci. V soutěži jednotlivců se stal mistrem světa v roce 1951 a 1954 v šermu kordem a s italským družstvem kordistů a fleretistů získal celkově jedenáct titulů mistra světa.